# Mahmoud El Khatib
Mahmoud El-Khatib (en árabe: محمود الخطيب‎; Dakahlia, Egipto, 30 de octubre de 1954) es un exfutbolista egipcio. Jugaba de delantero e hizo toda su carrera futbolística en el Al-Ahly.

## Carrera

### Sus comienzos
Mahmoud El Khatib empezó a jugar al fútbol en su más tierna infancia, al igual que su ídolo O Rei Pelé. De niño, se gastaba la paga en el cine, donde, entre película y película, admiraba en la pantalla grande las gestas del astro brasileño. Ahí surgió el apego del joven Bibo por el dorsal número 10, que posteriormente luciría en numerosas ocasiones.
Sin embargo, el punto de partida de la andadura futbolística de El Khatib se sitúa en los sub-17 del Al Nasr. El cuerpo técnico del Al Ahly se fijó en él durante un encuentro entre los dos clubes que terminó en empate a 2-2, con doblete del joven Mahmoud. Rápidamente, los responsables de la prestigiosa entidad cairota expresaron su interés por el prometedor prodigio. En el siguiente choque entre ambos conjuntos, Bibo volvió a marcar por partida doble. El Al Nasr cayó derrotado por 2-5, pero el entrenador del Al Ahly reiteró su voluntad de hacerse con los servicios de El Khatib. El fichaje se produjo en 1971. A sus 16 años de edad, Mahmoud se lanzó en pos de sus sueños.
En su bautismo de fuego en su nueva casa tuvo que enfrentarse a sus antiguos compañeros. El Al Ahly se impuso por 4-0 gracias al buen hacer de su más reciente adquisición, que materializó los cuatro tantos. Al final de la temporada, la figura en ciernes se proclamó máximo anotador del campeonato sub-17. Su rendimiento no le pasó inadvertido al técnico del primer equipo, quien lo incorporó a las filas de los profesionales en la campaña 1972/73.

### La gloria
El Khatib debutó con el Al Ahly en la segunda jornada del siguiente ejercicio, y para 1974/75 ya se había consolidado como su principal baza ofensiva con 22 dianas en su haber. Esa misma temporada, el club de El Cairo se coronó campeón de Egipto, una gesta que repitió un año después. Nuevamente, Bibo fue el jugador más prolífico de la formación, con 14 goles, entre los que destacaron los dos contra el Zamalek. El clásico entre los dos colosos y eternos rivales de la capital, en el que normalmente se decide el vencedor de liga, fue a parar a manos del Al Ahly por un resultado global de 5-0 (ida y vuelta). En 1976/77, el Al Ahly seguía dominando el campeonato nacional, y Mahmoud El Khatib volvió a liderar la tabla de anotadores de su equipo con diez realizaciones.
En sus dieciséis años con los Diablos Rojos, El Khatib conquistó diez títulos de liga y cinco Copas de Egipto; además hizo historia en las competiciones continentales con 37 tantos en 49 encuentros, un récord que permanece imbatido hasta la fecha, 22 años después de que Bibo colgara las botas. El Al Ahly alzó la Copa Africana de Clubes Campeones (antecesora de la Liga de Campeones de la CAF) en 1982 y 1987, y la Copa Africana de Ganadores de Copa en 1984, 1985 y 1986.
En el ámbito internacional, El Khatib debutó con la selección en 1974 y participó con los Faraones en los Juegos Olímpicos de 1980 y 1984. En la edición de Los Ángeles, anotó contra Costa Rica un gol de excelente factura en la victoria de Egipto por 4-1, que de este modo logró pasar a la segunda ronda por primera vez desde Tokio 1964.

### Punto final
El mayor sueño de Mahmoud El Khatib siempre había sido conquistar la Copa Africana de Naciones en casa. En 1986, Egipto organizó el certamen continental, lo que ofreció a la estrella del Al Ahly la oportunidad de hacer realidad su máximo anhelo. Bibo materializó dos dianas durante la competición y condujo a los suyos hasta el triunfo final. Tras ceñirse la corona africana, El Khatib decidió dar por concluida su trayectoria internacional. Así, la final de la Copa Africana de Naciones 1986 entre Egipto y Camerún, en la que el país anfitrión se impuso por 5-4 en la tanda de penales (0-0 t.s.), fue la última vez en la que la leyenda del fútbol egipcio vistió la camiseta de la selección nacional.
Dos años después de su retiro internacional, El Khatib puso punto final a su carrera futbolística. Sus diecisiete años en activo fueron sinónimo de ética deportiva: en total, Bibo sólo vio la cartulina amarilla en dos ocasiones.

## Palmarés

### Campeonatos nacionales
| Título                     | Equipo  | País   | Año      |
| -------------------------- | ------- | ------ | -------- |
| Primera División de Egipto | Al-Ahly | Egipto | 1974/75  |
| Primera División de Egipto | Al-Ahly | Egipto | 1975-/76 |
| Primera División de Egipto | Al-Ahly | Egipto | 1976-/77 |
| Copa de Egipto             | Al-Ahly | Egipto | 1977-/78 |
| Primera División de Egipto | Al-Ahly | Egipto | 1978-/79 |
| Primera División de Egipto | Al-Ahly | Egipto | 1979-/80 |
| Primera División de Egipto | Al-Ahly | Egipto | 1980-/81 |
| Copa de Egipto             | Al-Ahly | Egipto | 1980-/81 |
| Primera División de Egipto | Al-Ahly | Egipto | 1981-/82 |
| Copa de Egipto             | Al-Ahly | Egipto | 1982-/83 |
| Copa de Egipto             | Al-Ahly | Egipto | 1983-/84 |
| Primera División de Egipto | Al-Ahly | Egipto | 1984-/85 |
| Copa de Egipto             | Al-Ahly | Egipto | 1984-/85 |
| Primera División de Egipto | Al-Ahly | Egipto | 1985-/86 |
| Primera División de Egipto | Al-Ahly | Egipto | 1986-/87 |

### Campeonatos internacionales
| Título                      | Equipo                        | País   | Año  |
| --------------------------- | ----------------------------- | ------ | ---- |
| Liga de Campeones de la CAF | Al-Ahly                       | Egipto | 1982 |
| Recopa Africana             | Al-Ahly                       | Egipto | 1984 |
| Recopa Africana             | Al-Ahly                       | Egipto | 1985 |
| Copa Africana de Naciones   | Selección de fútbol de Egipto | Egipto | 1986 |
| Recopa Africana             | Al-Ahly                       | Egipto | 1986 |
| Liga de Campeones de la CAF | Al-Ahly                       | Egipto | 1987 |

### Personal
- Deportista Árabe del siglo XX.
- El mejor futbolista Egipcio.
- Mayor goleador en Copas Africanas de Clubes (37).
- 2.º Mejor futbolista africano de los últimos 50 años según la Confederación Africana de Fútbol.
- Único egipcio en ganar el botín de oro.